# SN 2001as
SN 2001as – supernowa odkryta 16 marca 2001 roku w galaktyce A150945-0055. W momencie odkrycia miała maksymalną jasność 19,10m.